# Bajevica
Bajevica (cyr. Бајевица) – wieś w Serbii, w okręgu raskim, w mieście Novi Pazar. W 2011 roku liczyła 537 mieszkańców.